# Poul Erik Dyrlund
Poul Erik Dyrlund (født 30. oktober 1949 i Sorø) er en dansk politiker, der var medlem af Folketinget, valgt for Socialdemokratiet i Holbækkredsen (Vestsjællands Amtskreds) 12. december 1990 – 20. november 2001.
Dyrlund er uuddannet, og har arbejdet som murerarbejdsmand, landbrugsmedhjælper og eksportchauffør samt som medarbejder ved SiD i Kalundborg, som han senere blev formand for. Han arbejdede også som uddannelseskonsulent i SiD inden for arbejdsmarkedsuddannelser i Roskilde, Storstrøms og Vestsjællands amter. Fra 1986-1989 var han medlem af Kalundborg Byråd og fra 1981-1990 af byens havneudvalg. Han blev opstillet til Folketinget i 1989.